# طريقة الترجمة بالقواعد
طريقة الترجمة بالقواعد النحوية، أو تعرف بالطريقة الكلاسيكية، هي أسلوب تدريس تقليدي تم استخدامه لتدريس اللاتينية و اليونانية وكان رائجًا في القرن السادس عشر.
ثم كان التركيز على ترجمة النصوص والقواعد وتعلم المفردات عن بُعد. لم يكن هناك تركيز على فهم الكلام والاستماع لأن اللغة اللاتينية واليونانية كانت تدرس كمواد أكاديمية أكثر من كونها وسيلة للتواصل الشفهي.   
لا تزال هذه الطريقة شائعة في العديد من البلدان والمؤسسات حول العالم وما زالت تناشد المهتمين باللغات من منظور فكري أو لغوي. ومع ذلك، فإن تحسين قدرتك على استخدام اللغة للتواصل الشفهي لا يفعل سوى القليل.

## نقد المصطلح
تم انتقاد المفهوم الشامل للترجمة النحوية لأن قلة من المصادر القابلة للتحقق تدعم وجود مثل هذه الطريقة حتى القرن التاسع عشر. 

## التاريخ والفلسفة
نشأت طريقة الترجمة النحوية من ممارسة تدريس اللغة اللاتينية. في أوائل القرن الخامس عشر الميلادي، كانت اللغة اللاتينية هي اللغة الأجنبية التي تمت دراستها على نطاق واسع بسبب ظهورها في الحكومة والأوساط الأكاديمية وقطاع الأعمال. ومع ذلك، تضاءل استخدام اللغة اللاتينية واستعيض عنها تدريجيا باللغة الإنجليزية والفرنسية والإيطالية. بعد تراجع اللغة اللاتينية، تغير الغرض من تعلمها في المدارس. في السابق، كان الطلاب قد تعلّموا اللغة اللاتينية لغرض التواصل، ولكن أصبح هذا الأمر موضوعًا أكاديميًا بحتًا.
في جميع أنحاء أوروبا في القرنين الثامن عشر والتاسع عشر، تم تشكيل نظام التعليم بشكل أساسي حول مفهوم يسمى علم نفس. تملي النظرية أن الجسم والعقل منفصلان وأن العقل يتكون من ثلاثة أجزاء: الإرادة والعاطفة والفكر. كان يعتقد أن العقل يمكن في نهاية المطاف شحذ ما يكفي للسيطرة على الإرادة والعواطف من خلال تعلم الأدب والرياضيات الكلاسيكية اليونانية والرومانية. بالإضافة إلى ذلك، تم اعتبار شخص بالغ لديه مثل هذا التعليم عقلياً جاهز لمواجهة للعالم وتحدياته.
في البداية، كان يعتقد أن تدريس اللغات الحديثة لم يكن مفيدًا في تطوير الانضباط العقلي، وبالتالي تم استبعادها من المنهج. عندما بدأت اللغات الحديثة في الظهور في المناهج الدراسية في القرن التاسع عشر، قام المعلمون بتعليمهم بنفس طريقة الترجمة بالقواعد المستخدمة في اللغة اللاتينية الكلاسيكية واليونانية.
لذلك تم نسخ الكتب المدرسية بشكل أساسي لفصل اللغة عن الحديث. في الولايات المتحدة، تم استخدام الأسس الأساسية لهذه الطريقة في معظم فصول اللغة الأجنبية في المدارس الثانوية والكليات.

## المبادئ والأهداف
هناك هدفان رئيسيان لفصول الترجمة بالقواعد. الأول هو تطوير قدرة الطلاب على القراءة إلى مستوى يمكنهم من خلاله قراءة الأدب باللغة المستهدفة.  والآخر هو تطوير الانضباط العقلي العام للطلاب.
يرغب مستخدمو اللغة الأجنبية في ملاحظة الأشياء التي تهمهم في أدب اللغات الأجنبية. لذلك، تركز هذه الطريقة على القراءة والكتابة وقد طورت التقنيات التي تسهل إلى حد ما تعلم القراءة والكتابة فقط. نتيجة لذلك، يتم التغاضي عن التحدث والاستماع.

## الطريقة
تُجرى فصول الترجمة بالقواعد النحوية عادة باللغة الأم للطلاب. القواعد النحوية تتعلم بشكل استنتاجي. يتعلم الطلاب القواعد النحوية عن ظهر قلب،  ثم يمارسون القواعد عن طريق إجراء تدريبات القواعد وترجمة الجمل من وإلى اللغة المستهدفة. يتم إيلاء المزيد من الاهتمام لشكل الجمل التي يتم ترجمتها أكثر من محتواها. عندما يصل الطلاب إلى مستويات أكثر تقدماً من الإنجاز، يمكنهم ترجمة نصوص كاملة من اللغة المستهدفة. غالبًا ما تتضمن الاختبارات ترجمة النصوص الكلاسيكية.
لا يوجد عادة أي ممارسة استماع أو تحدث، ولا يتم إيلاء سوى القليل من الاهتمام للنطق أو أي جوانب اتصال باللغة. المهارة التي تمارس هي القراءة وبعد ذلك فقط في سياق الترجمة.

## المواد
الدعامة الأساسية لمواد الفصل الدراسي لطريقة الترجمة بالقواعد هي الكتب المدرسية التي حاولت في القرن التاسع عشر تدوين قواعد اللغة المستهدفة في قواعد منفصلة كان على الطلاب تعلمها وحفظها. سيبدأ فصل في الكتب المدرسية النموذجية للترجمة بالقواعد بقائمة من المفردات ثنائية اللغة ثم القواعد النحوية للطلاب للدراسة والجمل ليتم ترجمتها.  فيما يلي بعض الجمل النموذجية من كتب القرن التاسع عشر: 
 سحب الفيلسوف الفك السفلي للدجاجة.

 لقد اشترى أبنائي مرايا الدوق.

 قطة عمتي أكثر خيانة من كلب عمك. 

## الاستقبال
الطريقة بحكم التعريف لها نطاق محدود للغاية. نظرًا لأن التحدث وأي نوع من المخرجات الإبداعية التلقائية كان من المناهج الدراسية، فغالبًا ما يفشل الطلاب في التحدث أو حتى كتابة الرسائل باللغة المستهدفة. هناك مقولة جديرة بالملاحظة تصف تأثير هذه الطريقة من بهلسن، طالب بلوتز، أحد المؤيدين الرئيسيين لهذه الطريقة في القرن التاسع عشر. في تعليقه على كتابة الرسائل أو التحدث، قال إنه سيتم التغلب عليه من خلال «مجموعة حقيقية من الفقرات، ومجموعة كبيرة من القواعد النحوية».

 وفقًا لريتشاردز ورودجرز، تم رفض الترجمة النحوية كأسلوب شرعي لتدريس اللغة من قبل علماء العصر الحديث: 
 رغم أنه قد يكون صحيحًا القول إن طريقة الترجمة بالقواعد لا تزال تمارس على نطاق واسع، فليس لها جمهور.إنها طريقة لا توجد فيها نظرية. لا يوجد أدب يقدم مبررًا له أو يحاول ربطه بقضايا اللغويات أو علم النفس أو النظرية التعليمية.  

## التأثير
كانت طريقة الترجمة النحوية هي الطريقة المعتادة لتدريس اللغات في المدارس من القرن السابع عشر حتى القرن التاسع عشر.على الرغم من محاولات الإصلاح من روجر أسشام ومونتشين وكومينيوس وجون لوك، إلا أنه لم تكتسب أي وسائل أخرى شعبية كبيرة.
في وقت لاحق، بدأ المنظرون مثل فييتور باسي بيرليتز جاسبيرسين في الحديث عما يحتاجه نوع جديد من تعليم اللغة الأجنبية، حيث يلقي الضوء على ما كانت الترجمة النحوية تفتقده. لقد دعموا تدريس اللغة، وليس اللغة، والتعليم باللغة المستهدفة، مع التركيز على الكلام وكذلك النص. من خلال الترجمة النحوية، كان الطلاب يفتقرون إلى دور نشط في الفصل، وغالبًا ما يصححون عملهم ويتبعون الكتاب المدرسي بصرامة.
على الرغم من كل هذه العيوب، لا تزال طريقة الترجمة بالقواعد هي الطريقة الأكثر استخدامًا في جميع أنحاء العالم في تدريس اللغة. هذا ليس مفاجئًا لأن كتب واختبارات الكفاءة اللغوية هي في صيغة طريقة الترجمة بالقواعد.